# Gare d'Hémonstoir - Saint-Gonnery
La gare d'Hémonstoir - Saint-Gonnery est une ancienne gare ferroviaire française de la ligne de Saint-Brieuc à Pontivy, située sur le territoire de la commune d' Hémonstoir, dans le département des Côtes-d'Armor, en région Bretagne.

## Situation ferroviaire
La gare d'Hémonstoir - Saint-Gonnery se situe au point kilométrique (PK) 531,231 de la ligne de Saint-Brieuc à Pontivy, au niveau de l'ancien passage à niveau (PN) numéro 53  entre la gare de Loudéac et la gare de Saint-Gérand. Aujourd'hui, elle se trouve sur un tronçon non exploité.

## Histoire
La gare d'Hémonstoir - Saint-Gonnery a été mise en service le 16 décembre 1872, en même temps que le tronçon Pontivy - Loudéac.
Située sur la commune d'Hémonstoir, elle desservait également la commune voisine, Saint-Gonnery, qui se trouve quant à elle dans le département du Morbihan.
Cette gare n'était pas destinée au trafic marchandises, et était uniquement composé d'un quai et d'un abri. Elle est du même type de gare que la gare de La Motte, sur la même ligne.
Le 27 septembre 1987, le trafic des trains de voyageurs s'arrête définitivement entre Pontivy et Loudéac.